# St.-Jakobs-Mandat
Das St.-Jakobs-Mandat vom 25. Juli 1508 (Jakobstag) war ein Mandat des Königs Wladislaw II gegen die Brüderunität in Böhmen. Das Mandat ordnete allen Böhmischen Brüdern an, entweder zur katholischen Kirche oder zu den Utraquisten überzutreten. Es bedeutete nicht die Beendigung der Aktivitäten der Brüderunität, stellte sie jedoch außerhalb des Gesetzes. Die Mitglieder der Brüderunität wirkten in Folge auf den Gütern der Adeligen, die sie unterstützten und beschützten. Erst durch den Majestätsbrief Kaiser Rudolfs II. im Jahre 1609 wurde die Brüderunität im Königreich Böhmen auf kurze Zeit legalisiert.